# Doutor Luz
Doutor Luz é um vilão fictício da DC Comics. Seu nome verdadeiro é Arthur Light, um cientista que matou seu colega de pesquisas para apoderar-se do traje que agora usa. Estreou em Justice League of America #12 (junho de 1962), criado por Gardner Fox e Mike Sekowsky. Houve um criminoso da Era de Ouro dos Quadrinhos com o mesmo nome, inimigo do Doutor Meia-Noite. Light se tornou um inimigo persistente dos Turma Titã e da Liga da Justiça. Uma outra personagem veio a usar o mesmo nome e uniforme: Kimiyo Hoshi, a Doutora Luz. Em 2009, Doutor Luz foi classificado pelo IGN como o 84º Maior Vilão dos Quadrinhos de todos os tempos.

## Origem
A primeira aparição de Arthur Light como Doutor Luz foi na Era de Prata dos Quadrinhos, na revista Justice League of America # 12. Na história de Gardner Fox desenhada por Mike Sekowsky, Dr. Luz capturou a Liga usando raios de luz. Após derrotar Aquaman, ele enviou os demais para diferentes planetas escolhidos de acordo com os pontos fracos de cada um. Superman foi para um mundo sob sol vermelho, Aquaman para outro sem água. O vilão depois forçou Snapper Carr a escrever sobre isso, antes de prendê-lo em um campo de força. Ele não suspeitou que Superman e Batman haviam trocado de lugar e assim Superman escapou do planeta e ajudou os outros membros. Foi num retcon introduzido em Secret Origins # 37 que revelou-se que o personagem era, na verdade, o segundo Dr. Luz. Seu predecessor era seu parceiro nos Laboratórios "S.T.A.R", um cientista chamado Jacob Finlay. Finlay criou uma tecnologia avançada que controlava a luz e se tornou super-heroi pouco conhecido até que acidentalmente foi morto por Arthur Light. Em JLA #136 se tornou um dos agentes do Rei Kull no combate contra três Terras Paralelas, provocando na Terra S com a ajuda de Penumbra (em inglês, Shade) uma escuridão permanente do planeta. Também lutou contra Hal Jordan e se tornou inimigo da  Turma Titã. Foi o fundador do grupo chamado em inglês de Fearsome Five mas logo depois foi expulso. Sofreu derrotas humilhantes inclusive por um grupo de crianças sem poderes, o que era comum para os vilões da Era de Prata, mas essas especificamente foram abordadas na trama da minissérie Crise de Identidade: Na época em que lutava contra a Liga da Justiça, foi revelado que o do Doutor Luz era um estuprador e um criminoso poderoso, mas se tornou um vilão fracassado devido a uma "lobotomia" mágica aplicada por alguns heróis (Elektron, Flash (Barry Allen), Zatana, Gavião Negro, Arqueiro Verde, Lanterna Verde (Hal Jordan) e Canário Negro) após ter violado Sue Dibny, a mulher do Homem-Elástico. Durante a "lobotomização", Batman tentou deter os heróis mas foi derrotado e o acontecimento apagado de sua mente da mesma maneira. O vilão conseguiu escapar e voltou a se tornar um oponente poderoso. Atormentado pelo fantasma de Finlay, Luz aceitou participar de missões com o Esquadrão Suicida. Mais tarde se juntou a Gangue da Injustiça.

## Poderes e habilidades
No início os poderes do Doutor Luz vinham de seu traje mas agora ele consegue manifestá-los interiormente. Ele consegue manusear luz de diferentes maneiras: ficar invisível, emitir raios de energia, criar campos de força e voar. Pode criar áreas de total escuridão, repelindo fótons. Controla criações de luz, como as dos anéis dos Lanternas Verdes, e pode absorver os poderes de outros que usam a luz como fonte, como Ray, deixando-os temporariamente indefesos.

## Adaptações

### Televisão
- Dr. Luz apareceu no episódio de Lois & Clark: The New Adventures of Superman interpretado por Davi Bowe. Era um cientista chamado Arthur Leit que roubou uma arma de luz ultravioleta que cegava o Superman.
- Dr. Luz aparece no desenho animado dos Jovens Titãs dublado em inglês por Rodger Bumpass. É um vilão menor que geralmente é motivo de piada, mas em alguns momentos ele demonstra ser poderoso. No episódio "Nevermore" da primeira temporada, ele vence facilmente seus oponentes. Após derrotar quatro dos Titãs, enfurece Ravena que perde o controle e cresce muitas vezes de tamanho e engolfa o vilão em uma grande escuridão, deixando-o abalado. Ele volta a aparecer em "Birthmark" com uma armadura maior e mais poderosa. Quando reencontra Ravena contudo, que pergunta "Lembra-se de mim?", ele imediatamente se rende e pede aos heróis que o levem para a cadeia.
- Doutor Luz está confirmado em aparecem em Teen Titans Go! como vilão secundário.
- Malese Jow fez Linda Park da Terra-2 e ela tem os mesmo poderes do Doutor Luz e aparece no episodio 2.05 em The Flash (2014)
- Doutor Luz aparece pela primeira vez no segundo episódio da 2ª temporada da série Titans (2018).

### Filme
- Doutor Luz aparece rapidamente no trailer de Superman vs. The Elite.

### Jogos eletrônicos
- Doutor Luz aparece no jogo Teen Titans.

### Outros
- Doctor Luz aparece na aventura da revista Teen Titans Go! #30 (baseada na série de desenho animado), tentando roubar a bateria de Cyborg para sua nova armadura de luz.